# El general en su laberinto
El general en su laberinto es una novela histórica del escritor colombiano y premiado Nobel de Literatura Gabriel García Márquez. Recrea los últimos días de Simón Bolívar, uno de los principales líderes de los procesos de independencia política desarrollados en América del Sur en el primer cuarto del siglo XIX. 
Publicado en 1989, el relato se centra en el último episodio protagonizado por Bolívar: el viaje que le llevó de Santa Fe de Bogotá a la costa caribeña de Colombia para intentar abandonar América y exiliarse en Europa.
En la novela, que se puede encuadrar en el subgénero narrativo de "la desesperanza, la enfermedad y la muerte inevitablemente superan al amor, la salud y la vida". Rompiendo con la tradicional visión heroica de Bolívar, ofrece un retrato del libertador cercano al patetismo y subrayando los rasgos que acompañan a su prematura vejez: enfermo y mentalmente exhausto. La novela explora los laberintos de la vida de Bolívar a través de la narración de sus recuerdos.
Luego del éxito de otras obras como Cien años de soledad y El amor en los tiempos del cólera, García Márquez escribió sobre Bolívar al leer una novela sobre el héroe, inacabada, de su amigo, el también escritor colombiano Álvaro Mutis, que tomaba como motivo el último viaje de Bolívar por el río Magdalena en 1830. Tras dos años de investigaciones, que abarcaron los 34 tomos de las extensas memorias del edecán irlandés de Bolívar, el general Daniel Florencio O'Leary, así como muchos otros documentos históricos y consultas con académicos, García Márquez publicó su novela sobre los últimos siete meses de la vida de Bolívar.
La mezcla de géneros hace que El general en su laberinto sea difícil de clasificar, y los comentaristas están en desacuerdo respecto a dónde posicionarla en la escala entre la novela y el relato histórico. La inserción por García Márquez de elementos interpretativos y de ficción (algunos relativos a los momentos más íntimos de Bolívar) causó escándalo en ciertas partes de América Latina. Muchas prominentes figuras latinoamericanas creían que la novela dañaba la reputación de uno de los personajes históricos más importantes de la región y presentaba una imagen negativa al mundo exterior; otros la vieron como un bálsamo para la cultura latinoamericana y un reto hacia la región para que se enfrentara a sus problemas.

## Orígenes
La idea inicial de escribir un libro sobre Simón Bolívar le vino a Gabriel García Márquez a través de su amigo Álvaro Mutis, a quien la novela está dedicada. Mutis había empezado a escribir una novela llamada "El último rostro" sobre el viaje final de Bolívar por el río Magdalena, pero nunca la terminó. En esos tiempos García Márquez estaba interesado en escribir sobre el río Magdalena por conocer íntimamente la zona desde su niñez. Dos años después de leer El último rostro, García Márquez le pidió permiso a Mutis para escribir una novela sobre el viaje final de Bolívar.
García Márquez creía que la mayor parte de la información disponible sobre Bolívar era unidimensional: "Nadie dijo nunca en las biografías de Bolívar que el general cantaba o que estaba constipado... pero los historiadores no cuentan estas cosas porque creen que no son importantes." En el epílogo de la novela García Márquez escribe que investigó para el libro durante dos años; la tarea fue difícil, en parte por su inexperiencia en llevar a cabo investigaciones históricas y en parte por la falta de pruebas documentales sobre los acontecimientos del periodo final de la vida de Bolívar.
García Márquez investigó una vasta serie de documentos históricos, incluyendo las cartas de Bolívar, periódicos del siglo diecinueve y los 34 tomos de las memorias de Daniel Florencio O'Leary. Consiguió la ayuda de varios expertos, entre ellos el geógrafo Gladstone Oliva, el historiador colombiano Eugenio Gutiérrez Celys, quien había escrito junto al historiador Fabio Puyo un libro llamado Bolívar Día a Día, el astrónomo Jorge Pérez Doval y el historiador bolivariano venezolano Vinicio Romero Martínez, quien proporcionó datos acerca de las costumbres privadas de Bolívar, el destino de su séquito e hizo revisiones en la versión final del texto de los datos históricos. García Márquez utilizó un inventario diseñado por Pérez Doval para describir cuáles noches pasó Bolívar bajo una luna llena. García Márquez también trabajó en estrecho contacto con el tipógrafo mexicano Antonio Bolívar Goyanes, a quien llama "pariente oblicuo del protagonista", durante la extensa edición del libro que incluyó siete versiones en las cuales fueron detectados contrasentidos, errores históricos y fallas en el lenguaje, entre otros.

## Contexto histórico
La novela está ambientada en 1830, en la recta final de la primera campaña para asegurar la independencia de América de España. Para estas fechas, la mayor parte de Hispanoamérica había ganado la independencia; solo Cuba y Puerto Rico quedaban bajo el control español.
A las pocas décadas de la llegada de Cristóbal Colón a las costas de lo que hoy es Venezuela, en 1498, América del Sur había sido eficazmente conquistada por España y Portugal. Para principios del siglo diecinueve varios factores afectaban el control de España sobre sus colonias: la invasión de España por Napoleón en 1808, la abdicación de Carlos IV, la renuncia de Fernando VII a sus derechos de sucesión, y la puesta de José Bonaparte en el trono español. Las colonias estaban prácticamente incomunicadas con España y la Revolución francesa y la Americana inspiraron a muchos criollos a sacar ventaja de la debilidad española. Como resultado, América Latina se vio dirigida por juntas independientes y autogobiernos coloniales.
Los comienzos del siglo diecinueve vieron los primeros intentos de liberarse del control español, liderados en el norte de América Latina por Bolívar. Él y los movimientos independentistas ganaron numerosas batallas en Venezuela, Nueva Granada y los actuales Ecuador y Perú. Su sueño de unir las naciones hispanoamericanas bajo un único gobierno central fue casi alcanzado. Sin embargo, al poco tiempo de independizarse las colonias, en las capitales empezaron los problemas, y en algunas regiones se iniciaban las guerras civiles; Bolívar perdió a muchos de sus partidarios y enfermó. La oposición a su presidencia aumentó y en 1830, tras once años de gobierno, dimitió del cargo de presidente de la Gran Colombia.

## Síntesis argumental
La novela está escrita en tercera persona con evocaciones de eventos específicos de la vida de Simón Bolívar, denominado en forma genérica "el General". La acción se inicia el 8 de mayo de 1830 en Santa Fe de Bogotá.
El General se está preparando para su viaje hacia el puerto de Cartagena de Indias, con la intención de dejar Colombia para ir a Europa. Luego de su dimisión como Presidente de la Gran Colombia, la gente de los territorios liberados por él se le han vuelto en contra, escribiendo letreros en las paredes en su contra y tirándole basura. El General está ansioso por irse, pero tiene que recordarle al Vicepresidente electo, General Domingo Caycedo, que debe enviarle un pasaporte válido para dejar el país. El General deja Bogotá con los pocos oficiales todavía fíeles, incluido su confidente y ayuda de campo, José Palacios. Al final del primer capítulo, el General es llamado por su pleno título, General Simón José Antonio de la Santísima Trinidad Bolívar y Palacios, por única vez en la novela.
La primera noche del viaje, el General se dirige con su comitiva desde una finca a orillas del río Fucha hacia Facatativá con su séquito, que consiste en José Palacios, cinco ayudas de campo, sus secretarios y sus perros. Allí, como en el viaje que sigue, la pérdida de prestigio del General es evidente; los reveses de su fortuna lo sorprenden hasta a él mismo. Su enfermedad no identificada lo ha llevado a un deterioro físico que lo vuelve irreconocible y su ayuda de campo es constantemente confundido con el Libertador.
Tras muchos retrasos el General y su grupo llegan a Honda, donde el Gobernador, el General Joaquín Posada Gutiérrez, ha organizado tres días de fiestas. En su última noche en Honda, el General vuelve tarde al campo y encuentra a una de sus viejas amigas, Miranda Lyndsay, esperándolo. El General recuerda que quince años antes ella supo de un complot para atentar contra su vida y lo salvó. Ella le solicita que libere de la prisión a su esposo, encarcelado por asesinato en un duelo por celos fundados. A la mañana siguiente, el General empieza el viaje por el Río Magdalena. Su debilidad física y su orgullo resultan evidentes mientras lucha con la cuesta hacia el muelle: necesitaría una silla de manos pero se niega a usarla. El grupo se queda una noche en Puerto Real, donde el General dice ver a una mujer cantando. Sus ayudas de campo y el vigilante llevan a cabo una búsqueda, pero no encuentran señal alguna de que hubiera una mujer en las proximidades.
El General y su séquito llegan al puerto de Mompox. Aquí los detiene la policía, que no reconoce al General. Los funcionarios piden su pasaporte, pero no lo tiene. Finalmente la policía descubre su identidad y lo escolta puerto adentro. La gente sigue creyéndolo Presidente de la Gran Colombia y prepara banquetes en su honor, pero estas fiestas son desperdiciadas a causa de su falta de fuerzas y de apetito. Tras varios días el General y su séquito parten rumbo a Turbaco.
El grupo pasa una noche insomne en Barranca Nueva antes de llegar a Turbaco. Su plan original era el de continuar hasta Cartagena al día siguiente, pero informan al General que no hay buques disponibles con rumbo a Europa desde ese puerto y que su pasaporte no ha llegado aún. Durante su estadía en la ciudad, recibe una visita del General Mariano Montilla y algunos otros amigos. El deterioro de su salud se hace cada vez más evidente y uno de sus visitantes describe su rostro como el de un hombre muerto. En Turbaco, al General se une el General Daniel Florencio O'Leary, del que recibe información sobre las maquinaciones políticas en curso: Joaquín Mosquera, nombrado sucesor como Presidente de la Gran Colombia, ha asumido el poder pero su legitimidad es todavía rechazada por el concejo de Cartagena. El General recuerda que "su sueño empezó a derrumbarse el mismo día en que se cumplió".
El General, por fin recibe su pasaporte y dos días después parte con su séquito hacia Cartagena y la costa, donde se organizan nuevos festejos en su honor. En todo este tiempo es rodeado por mujeres pero está demasiado débil para tener relaciones sexuales. El General queda muy afectado cuando oye que su buen amigo, al que hubiera preferido como sucesor a la presidencia, el Mariscal de Campo Sucre, ha sido asesinado en una emboscada.
Uno de sus ayudas de campo le dice al General que el General Rafael Urdaneta se ha hecho con el gobierno de Bogotá, y que hay informes sobre manifestaciones y revueltas a favor de la vuelta de Bolívar al poder. El grupo del General viaja a la ciudad de Soledad, donde se queda durante más de un mes, mientras su salud sigue declinando. En Soledad el General acepta por primera vez ver a un médico.
El General no deja nunca América del Sur. Termina su viaje en Santa Marta, demasiado débil para continuar y con sólo su médico, el francés Alejandro Próspero Révérend y sus ayudantes más cercanos a su lado. Muere en la pobreza, convertido en la sombra del hombre que libertó gran parte del continente.

## Personajes

### El General
El personaje principal de la novela es "el General", también llamado "el Libertador". García Márquez nombra solo una vez a su protagonista como General Simón José Antonio de la Santísima Trinidad Bolívar y Palacios, en quien está basado el personaje del General. La novela, retrato de un héroe nacional y americano que reta los registros históricos oficiales, provocó escándalo en ciertos sectores al ser publicada.
Al principio de la novela, el General tiene 46 años y muere lentamente en el transcurso de su último viaje hacia el puerto de Cartagena de Indias, desde donde planea embarcarse rumbo a Europa. Como apunta el escritor Michael Palencia-Roth, "Bolívar es retratado aquí no solamente como una víctima sino como un agente de los trágicos fallos políticos de América Latina". Las fortunas del Simón Bolívar histórico empezaron a declinar en 1824 tras la victoria de su General Antonio José de Sucre en Ayacucho. La novela hace hincapié en el hecho de que el Bolívar histórico no se volvió a casar después de la muerte de su esposa, María Teresa Rodríguez del Toro y Alayza. García Márquez usa otros hechos documentados como puntos de partida para su retrato de ficción, por ejemplo su dedicación al ejército sobre todas las cosas, su envejecimiento prematuro y su mal carácter. De esto último, el ayuda de campo de Bolívar O'Leary dijo una vez que "su temperamento imperioso e impaciente no toleraría nunca el menor retraso en el cumplimiento de una orden".
En una entrevista con la periodista María Elvira Samper, García Márquez admitió que su retrato de Bolívar es, en parte, un autorretrato. Se identifica con Bolívar en muchos aspectos, ya que su método para controlar la rabia es el mismo y sus ideas filosóficas son parecidas: ninguno de los dos "le presta mucha atención a la muerte, porque le distraería a uno de lo más importante: lo que uno hace con su vida".

### José Palacios
La novela empieza con el nombre de José Palacios quien, tanto aquí como en la figura histórica homónima, es el "mayordomo más antiguo". Como observa el crítico literario Seymour Menton, "la total identificación [de Palacios] con Bolívar constituye el armazón de la novela". Palacios sirve constantemente al General y en ciertos momentos es el único que tiene acceso al cuarto del General. Aprendió a vivir con la impredecibilidad de su amo y no pretende leer sus pensamientos. Nacido esclavo, el personaje es seis años menor que el General, y ha pasado su entera vida a su servicio. En el transcurso de la novela Palacios le proporciona al General esclarificaciones o recordatarios de fechas y eventos durante los momentos de desilusión del General. Según un crítico la habilidad de Palacios para recordar acontecimientos pasados de la vida de Bolívar es esencial para la recreación del personaje por parte de García Márquez, ya que permite que la historia oficial de Bolívar sea colocada en el contexto de la vida cotidiana.

### Manuela Sáenz
Manuela Sáenz es la antigua acompañante del General, la última desde la muerte de su esposa 27 años antes. Su personaje está basado en la amante histórica de Simón Bolívar Doña Manuela Sáenz de Thorne, a quien Bolívar apodó "la libertadora del libertador" después de que lo salvara de un intento de asesinato en la noche del 25 de septiembre de 1828. El retrato de ficción de García Márquez estimuló una revalorización de esta figura histórica que es cada vez más reconocida, según el historiador venezolano Denzil Romero, "no solamente como una amante sino como la mujer inteligente, independiente y fuerte que era". En la novela se la describe como "la aguerrida Quiteña que lo amaba pero que no iba a seguirlo hasta la muerte". El General deja a Manuela Sáenz atrás, pero en el transcurso de la novela le escribe durante el viaje. Ella también intenta escribirle a él cartas con noticias de la situación política, pero los carteros tienen instrucciones de no aceptar sus cartas. Como la figura histórica en la que está basada, la Manuela Sáenz de la ficción está casada con el doctor James Thorne, un médico inglés que la dobla en edad. La Manuela Sáenz histórica dejó a Thorne después de que Bolívar escribiera declarando su amor imperecedero para ella. En la novela se la caracteriza como astuta e indómita, con una "gracia irresistible, y con un sentido del poder y una tenacidad a toda prueba".

### General Francisco de Paula Santander
Cuando reflexiona sobre el pasado, el General a menudo piensa y sueña con su antiguo amigo Francisco de Paula Santander quien fue acusado de complicidad en un complot para asesinarlo y exiliado. En la novela, el General recuerda que había designado a Santander para gobernar Colombia porque lo consideraba un soldado eficaz y valiente. Antiguamente consideraba a Santander como "mi otro yo, y tal vez mejor que yo", pero para la época de los acontecimientos narrados por García Márquez, Santander se ha vuelto enemigo del General y ha sido desterrado a París tras estar involucrado en el intento de asesinato. El General es representado atormentado por la idea de que Santander vuelva de su exilio en Francia; sueña, por ejemplo, que Santander está comiendo las páginas de un libro, que está cubierto por cucarachas y que está arrancándose sus propios ojos.

### Mariscal Antonio José de Sucre
El Mariscal Antonio José de Sucre es retratado como amigo íntimo del General y su hombre de mayor confianza. García Márquez lo describe como "inteligente, metódico, tímido y supersticioso". El Mariscal de Campo está casado y tiene una hija con Doña Mariana Carcelén. En el primer capítulo de la novela el General le pide a Sucre, en su despacho, que le suceda como Presidente de la República, pero él rechaza la idea. Una de las razones que da Sucre por hacerlo es que lo único que quiere es vivir con su familia y que esta decisión ya estaba tomada desde el diciembre anterior. La muerte de Sucre se presagia desde el principio de la novela. Sucre le dice al General que planea celebrar la Fiesta de San Antonio en Quito con su familia en lo sucesivo. Cuando el General oye que Sucre ha sido asesinado en Berruecos mientras volvía a Quito, tiene un acceso de cólera y luego, vomita sangre.